# Tsetserleg (Khövsgöl)
Pour les articles homonymes, voir Tsetserleg.
Tsetserleg (mongol (écriture cyrillique) : Цэцэрлэг сум) est un Sum (district) de Mongolie dans la province de Khövsgöl.